# San Antonio la Sombra
San Antonio la Sombra är en ort i Mexiko.   Den ligger i kommunen Ocosingo och delstaten Chiapas, i den sydöstra delen av landet, 900 km öster om huvudstaden Mexico City. San Antonio la Sombra ligger 436 meter över havet och antalet invånare är 459.
Terrängen runt San Antonio la Sombra är huvudsakligen kuperad, men den allra närmaste omgivningen är platt. Runt San Antonio la Sombra är det glesbefolkat, med 16 invånare per kvadratkilometer. Närmaste större samhälle är El Sibal, 12,9 km söder om San Antonio la Sombra. I omgivningarna runt San Antonio la Sombra växer i huvudsak städsegrön lövskog.